# Jean de Dunois
Jean de Dunois et Longueville, mera känd under namnet Bastarden av Orléans, född 23 november 1402, död 24 november 1468, var en fransk greve och militär.

## Biografi
Jean de Dunois var utomäktenskaplig son till Ludvig av Orléans. I hundraårskrigets senare skede, då Frankrikes ställning syntes ohållbar, försvarade han 1428-29 Orléans mot engelsmännen med stor uthållighet, till dess att Jeanne d'Arc anlände. I fortsättningen hade han den militära ledningen över de trupper som följde henne, och efter hennes död förde han framgångsrikt kampen vidare ända till hundraårskrigets slut.